# Morbillivirus
Morbillivirus é um género de vírus com invólucro de ARN de cadeia simples e polaridade negativa pertencente à família de vírus Paramyxoviridae e à ordem Mononegavirales. Este género compreende vários membros que causam infecções em humanos e outros animais, com especial relevância para o vírus do sarampo. Membros deste género têm uma importância global, não só a nível de saúde pública mas também na pecuária e conservação da vida selvagem.

## Etimologia
O nome Morbillivirus vem da aglutinação da palavra morbillus (do Latim, pústula) e da palavra vírus.

## Membros
Apesar do membro mais estudado deste género ser o vírus do sarampo, pensa-se que todos os morbillvírus têm modos de invasão, replicação e gemulação semelhantes mas suficientemente distintos e adaptados aos seus hospedeiros naturais.

### Vírus do sarampo
Este morillivirus infecta principalmente seres humanos, mas outros primatas podem também serem infectados no contexto do laboratório. É responsável por uma doença do mesmo nome, sarampo, caracterizada por erupções cutâneas, complicações do sistema respiratório e uma prolongada imunossupressão.

### Vírus da peste bovina
Este foi o agente patogénio causador da peste bovina, uma doença do gado bovino, agora erradicada. Esta é a segunda doença erradicada pelo homem depois da varíola.

### Vírus da peste dos pequenos ruminantes
A peste dos pequenos ruminantes é uma doença causada por este agente infeccioso que afecta o gado caprino e ovino assim como populações selvagens de cabras. É endémico de várias regiões de África e Ásia.

### Vírus da esgana canina
O vírus da esgana canina, também conhecido no Brasil como o vírus da cinomose, é o agente etiológico duma doença canina denominada esgana, em Portugal, ou cinomose, no Brasil. A doença afecta principalmente o sistema respiratório, o sistema gastrointestinal e o sistema nervoso. Apesar de ser maioritarimente descrita em cães, o vírus da esgana tem um largo espectro de hospedeiros afectando também outros carnívores incluindo leões, lobos, hienas, raposas, guaxinins, furões, focas e macacos.